# شينوبو إيكيدا
شينوبو إيكيدا (باليابانية: 池田 司信) (5 يناير 1962 في شيزوكا في اليابان – )؛ هو لاعب كرة قدم ياباني سابق كان يلعب كمدافع. سبق له أن لعب مع منتخب اليابان.

## وصلات خارجية
- شينوبو إيكيدا على موقع الاتحاد الدولي (مؤرشف)  (الإنجليزية)
- شينوبو إيكيدا على موقع ناشيونال فوتبول تيمز (الإنجليزية)
- شينوبو إيكيدا على موقع Soccerway.com (الإنجليزية)
- National Football Teams
- Japan National Football Team Database